# かげろうの家
『かげろうの家』（かげろうのいえ）は、1976年7月6日から同年9月21日まで、日本テレビ系列の『火曜劇場』（毎週火曜22:00 - 22:54）の枠で放送されたテレビドラマ。全12回。

## 概要
高林和子は東京の「本州化成」に勤める才色兼備の秘書で29歳、和子の夫・英男は「帝都物産」に勤める商社マンで、結婚して七年。一人娘の由紀と、姑の房江と4人暮らしをしている。房江も理解してくれて、夫婦共働きを続けられて来た。一見、平凡で幸せな家庭かのように見えた。ある日、英男の出張中に娘の由紀が高熱を出して倒れるという緊急事態が起こった。和子は英男の会社と連絡を取ったが、会社側からは出張ではなく、欠勤していると言われ和子は困惑する。この時、英男は由紀のピアノの先生の純子のアパートにいたのである…。
英男に思いを寄せる紀子と、英男の背信、そして白内障にかかった娘とめっきり口うるさくなった姑の間で苦悩し、夫婦愛の葛藤にかられながらも夫婦仲の修復に奔走する和子。嫁・姑問題と親子愛、夫婦や家族、家庭のあり方を追求しながら描いた。

## キャスト
- 高林和子：大原麗子
- 高林英男：山口崇
- 高林房江：宝生あやこ
- 高林由紀：大川由季（子役）
- 純子：紀比呂子
- 平井：古谷一行 - 和子のかつての恋人
- 菊田専務：神山繁
- 美沙：三林京子 - 菊田の部下
- 甲斐：玉村駿太郎 - 業界紙の記者
- 洋平：大和田伸也 - 純子の同僚
- 牟田悌三
ほか

## スタッフ
- プロデューサー：吉田勲明
- 原作・脚本：石松愛弘 （全話担当）
- 演出：嶋村正敏 （全話担当）
- 制作：日本テレビ